# Gerrit Adriaan Arnold Middelberg
Gerrit Adriaan Arnold Middelberg (Boskoop, 21 juni 1846 - Loenersloot, 6 maart 1916) was een Nederlands politicus voor de ARP.
Middelberg was een spoorwegingenieur die na het vertrek van Kuyper één jaar de ARP-fractie in de Tweede Kamer leidde. Hij kwam na een technische studie in dienst van de Pruisische spoorwegmaatschappij en van de Nederlandse (particuliere) maatschappijen 'Staatsspoorwegen' en 'Hollandsche IJzeren Spoorweg-Maatschappij' Hij was een vooraanstaand ontwerper van treinen. In 1890 vertrok hij naar Zuid-Afrika om daar leiding te geven aan een spoorwegmaatschappij. Middelberg had zeer goede banden met Paul Kruger. Na repatriëring in 1909 werd hij door een Amsterdams district tot lid van de Tweede Kamer gekozen, maar, hoewel hij dus de Kamerclub leidde, was hij als zodanig niet erg opvallend.
- Biografisch Portaal: 59352919
- International Standard Name Identifier: 0000 0003 8894 1683
- Nederlandse Thesaurus van Auteursnamen: 202779890
- Parlement.com: vg09ll3e9zzk
- Virtual International Authority File: 282200398
- WorldCat: E39PBJdcy8vgdD7PGJTr7PxJjC